# Pillaite
La pillaite è un minerale.

## Etimologia
Il nome è in onore del mineralogista e vulcanologo italiano Leopoldo Pilla (1805-1848).